# Anchotatus ecuadoricus
Anchotatus ecuadoricus är en insektsart som beskrevs av Morgan Hebard 1924. Anchotatus ecuadoricus ingår i släktet Anchotatus och familjen Proscopiidae. Inga underarter finns listade i Catalogue of Life.